# Sögel
Sögel är en kommun och ort i Landkreis Emsland i förbundslandet Niedersachsen i Tyskland.
Kommunen ingår i kommunalförbundet Samtgemeinde Sögel tillsammans med ytterligare sju kommuner.